# Matěj Vydra
Matěj Vydra (Chotěboř, 1 mei 1992) is een Tsjechische voetballer die doorgaans als aanvaller speelt. Hij tekende in 2022 bij Viktoria Pilsen. Vydra debuteerde in 2012 in het Tsjechisch voetbalelftal.

## Clubcarrière
Vydra begon met voetballen bij Chotěboř en stapte in 2003 over naar de jeugd van FC Vysočina Jihlava. Bij die club maakte hij op zestienjarige leeftijd zijn debuut in het eerste elftal. De aanvaller versierde na zijn eerste seizoen een transfer naar Banik Ostrava. Bij die club werd Vydra door de Tsjechische pers uitgeroepen tot Revelatie van het Jaar.
Vydra zette in juli 2010 zijn handtekening onder een contract bij Udinese. Nadat hij hier in zijn eerste jaar tot twee invalbeurten kwam, verhuurde de Italiaanse club hem in 2011 voor een seizoen aan Club Brugge. Hij kwam er zowel in de competitie als de beker, waarin hij zwaar geblesseerd geraakte, één keer aan spelen toe. Door de blessure zette blauw-zwart eind januari 2012 zijn huurperiode stop. Vydra keerde terug naar Udinese.
Udinese verhuurde Vydra gedurende het seizoen 2012/13 aan Watford, waarvoor hij dat jaar 22 keer scoorde in de Championship. Promotie bleef net uit omdat Watford en hij in de finale van de play-offs met 1–0 verloren van Crystal Palace. Vydra bracht het seizoen 2013/14 zelf wel door in de Premier League, maar dan op huurbasis bij West Bromwich Albion. Hier was hij voornamelijk reserve. Tijdens een tweede huurperiode bij Watford in het seizoen 2014/15 promoveerden ploeggenoten en hij via een tweede plaats in de eindstand rechtstreeks naar Premier League. De Engelse club nam hem in juli 2015 definitief over. Vydra tekende er een contract tot medio 2020.

## Clubstatistieken
| Seizoen | Club                   | Land              | Competitie         | Competitie | Competitie | Beker | Beker | Internationaal | Internationaal | Totaal | Totaal |
| Seizoen | Club                   | Land              | Competitie         | Wed.       | Dlp.       | Wed.  | Dlp.  | Wed.           | Dlp.           | Wed.   | Dlp.   |
| ------- | ---------------------- | ----------------- | ------------------ | ---------- | ---------- | ----- | ----- | -------------- | -------------- | ------ | ------ |
| 2008/09 | Vysočina Jihlava       | Vlag van Tsjechië | FNLiga             | 12         | 2          | 0     | 0     | —              | —              | 12     | 2      |
| 2009/10 | Vysočina Jihlava       | Vlag van Tsjechië | FNLiga             | 15         | 3          | 0     | 0     | —              | —              | 15     | 3      |
| 2009/10 | Banik Ostrava          | Vlag van Tsjechië | Fortuna Liga       | 14         | 4          | 0     | 0     | —              | —              | 14     | 4      |
| 2010/11 | Udinese Calcio         | Vlag van Italië   | Serie A            | 2          | 0          | 1     | 0     | —              | —              | 3      | 0      |
| 2011/12 | → Club Brugge          | Vlag van België   | Jupiler Pro League | 1          | 0          | 1     | 0     | 0              | 0              | 2      | 0      |
| 2011/12 | Udinese Calcio         | Vlag van Italië   | Serie A            | 0          | 0          | 0     | 0     | 0              | 0              | 0      | 0      |
| 2012/13 | → Watford FC           | Vlag van Engeland | Championship       | 44         | 22         | 3     | 0     | —              | —              | 47     | 22     |
| 2013/14 | Udinese Calcio         | Vlag van Italië   | Serie A            | 0          | 0          | 0     | 0     | 1              | 1              | 1      | 1      |
| 2013/14 | → West Bromwich Albion | Vlag van Engeland | Premier League     | 23         | 3          | 2     | 0     | —              | —              | 25     | 3      |
| 2014/15 | → Watford FC           | Vlag van Engeland | Championship       | 42         | 16         | 3     | 0     | —              | —              | 45     | 16     |
| 2015/16 | Watford FC             | Vlag van Engeland | Premier League     | 0          | 0          | 1     | 0     | —              | —              | 1      | 0      |
| 2015/16 | → Reading FC           | Vlag van Engeland | Championship       | 31         | 3          | 5     | 6     | —              | —              | 38     | 9      |
| 2016/17 | Watford FC             | Vlag van Engeland | Premier League     | 1          | 0          | 1     | 0     | —              | —              | 2      | 0      |
| 2016/17 | Derby County           | Vlag van Engeland | Championship       | 33         | 5          | 3     | 0     | —              | —              | 36     | 5      |
| 2017/18 | Derby County           | Vlag van Engeland | Championship       | 42         | 21         | 2     | 1     | —              | —              | 44     | 22     |
| 2018/19 | Burnley FC             | Vlag van Engeland | Premier League     | 13         | 1          | 3     | 0     | 1              | 1              | 17     | 2      |
| 2019/20 | Burnley FC             | Vlag van Engeland | Premier League     | 19         | 2          | 3     | 0     | —              | —              | 22     | 2      |
| 2020/21 | Burnley FC             | Vlag van Engeland | Premier League     | 19         | 1          | 6     | 3     | —              | —              | 25     | 4      |
| Totaal  | Totaal                 | Totaal            | Totaal             | 311        | 83         | 34    | 10    | 2              | 2              | 347    | 95     |

## Interlandcarrière
Vydra debuteerde op 8 september 2012 onder bondscoach Michal Bílek in het Tsjechisch voetbalelftal. Hij kreeg toen een basisplaats als rechtshalf in een kwalificatiewedstrijd voor het WK 2014 in en tegen Denemarken (0–0). Hij maakte op 26 maart 2013 zijn eerste en tweede interlandgoal. Hij zette Tsjechië toen zowel op 0–1 als op 0–2 in een met 0–3 gewonnen WK-kwalificatiewedstrijd in en tegen Armenië.
1 Wiegele ·
2 Hejda ·
3 Marković ·
4 Sene ·
5 Paluska ·
6 Červ ·
9 Ricardinho ·
10 Kopic ·
11 Vydra ·
12 Sojka ·
13 Tvrdoň ·
15 Šilhavý ·
16 Jedlička ·
17 Durosinmi ·
18 Mosquera ·
19 Souaré ·
20 Panoš ·
21 Jemelka ·
22 Cadu ·
23 Kalvach ·
24 Havel ·
31 Šulc ·
32 Valenta ·
33 Jirka ·
37 Kabongo ·
40 Dweh ·
80 Adu ·
Coach: Koubek
1 Vaclík ·
2 Kadeřábek ·
3 Čelůstka ·
4 Brabec ·
5 Coufal ·
6 Kalas ·
7 Barák ·
8 Darida  ·
9 Holeš ·
10 Schick ·
11 Krmenčík ·
12 Masopust ·
13 Ševčík ·
14 Jankto ·
15 Souček ·
16 Mandous ·
17 Zima ·
18 Bořil ·
19 Hložek ·
20 Vydra ·
21 Král ·
22 Matějů ·
23 Koubek ·
24 Pekhart ·
25 Pešek ·
26 Sadílek ·
Coach: Šilhavý